# 大衣

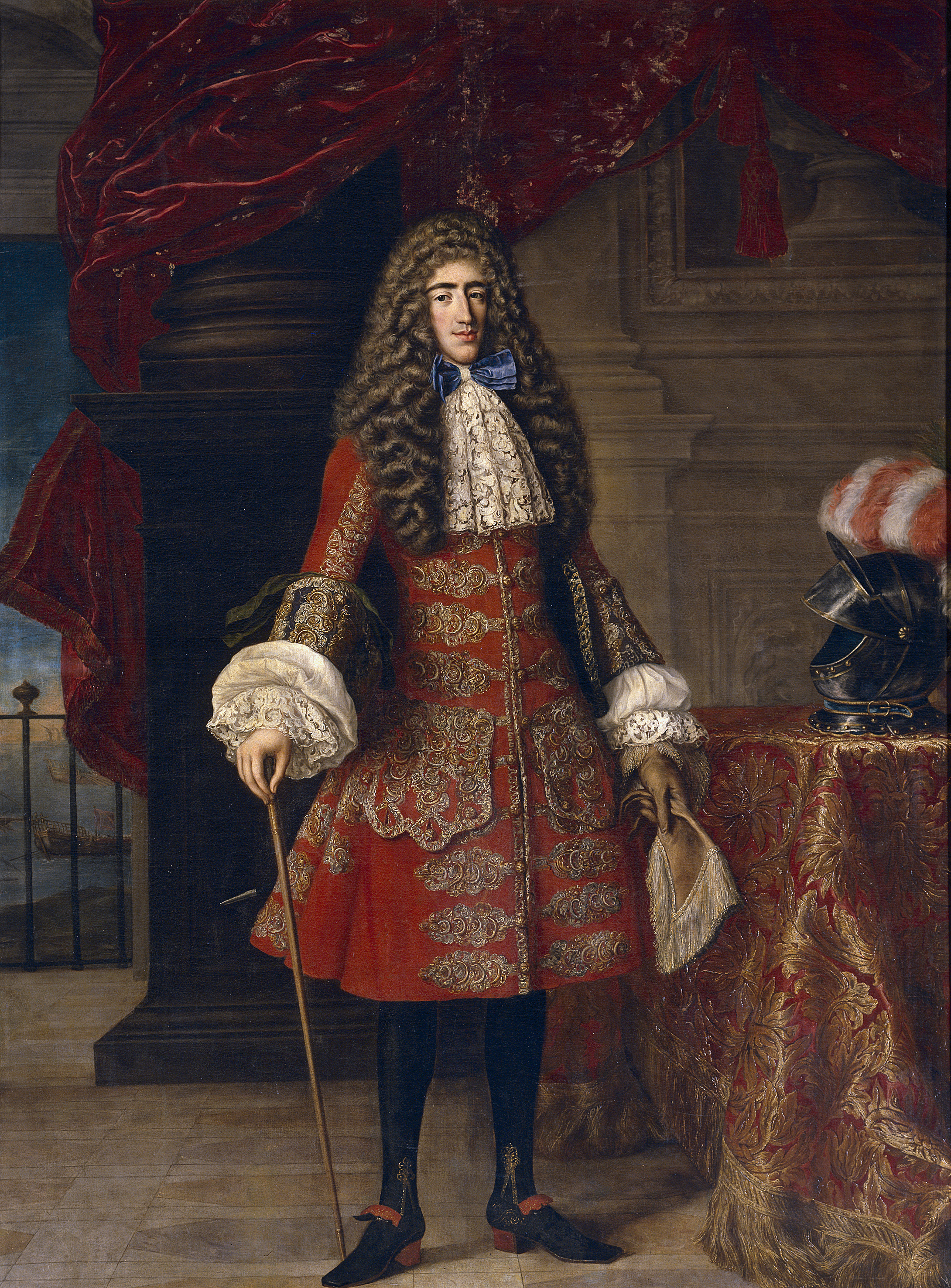
1684年的大衣。

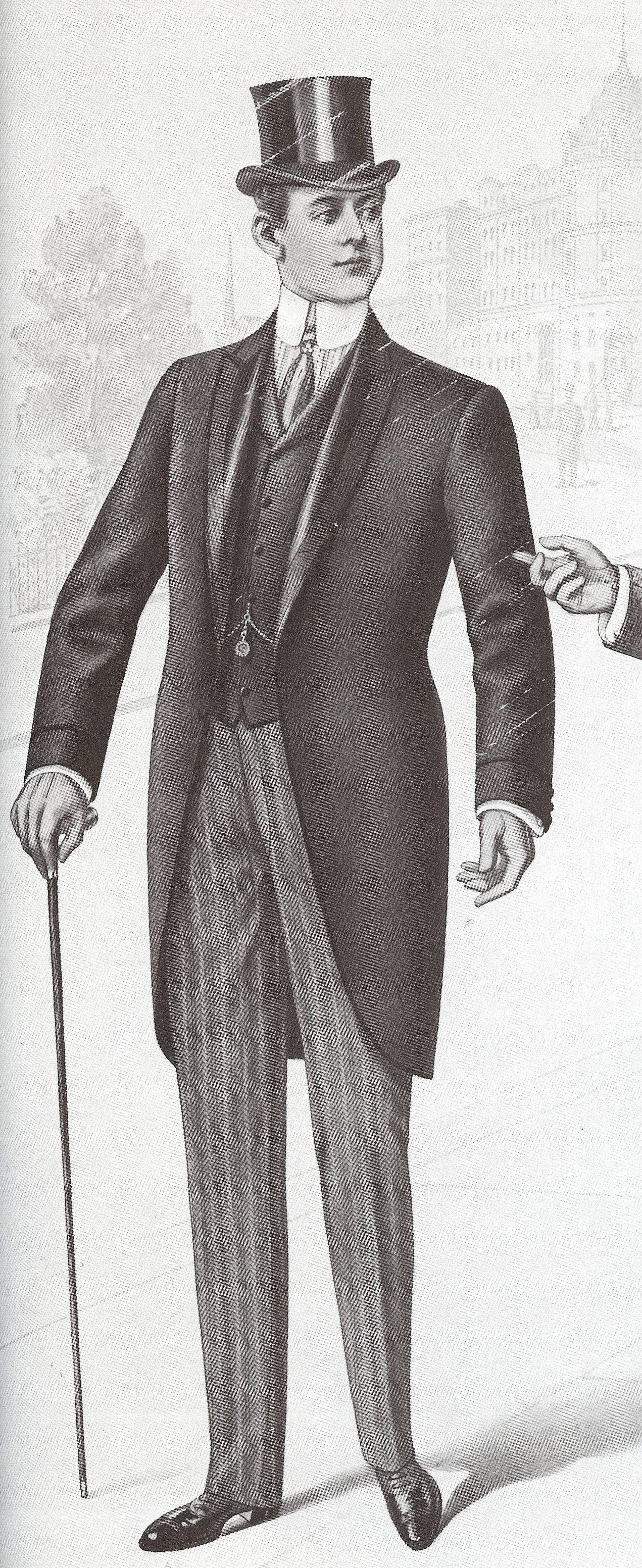
1901年的大衣。

大衣（Coat）是一種長衣擺外套，衣襬長度超過腰部、膝蓋或是到腳踝。大衣一般都有長袖，前方可以打開.並可以鈕扣、拉鍊、魔鬼氈或腰帶束起。具有保暖或美觀功效，即西式外套。穿在身體最外面的服裝，一般用來保暖或抵擋雨水的功能。